# 大動脈裂孔

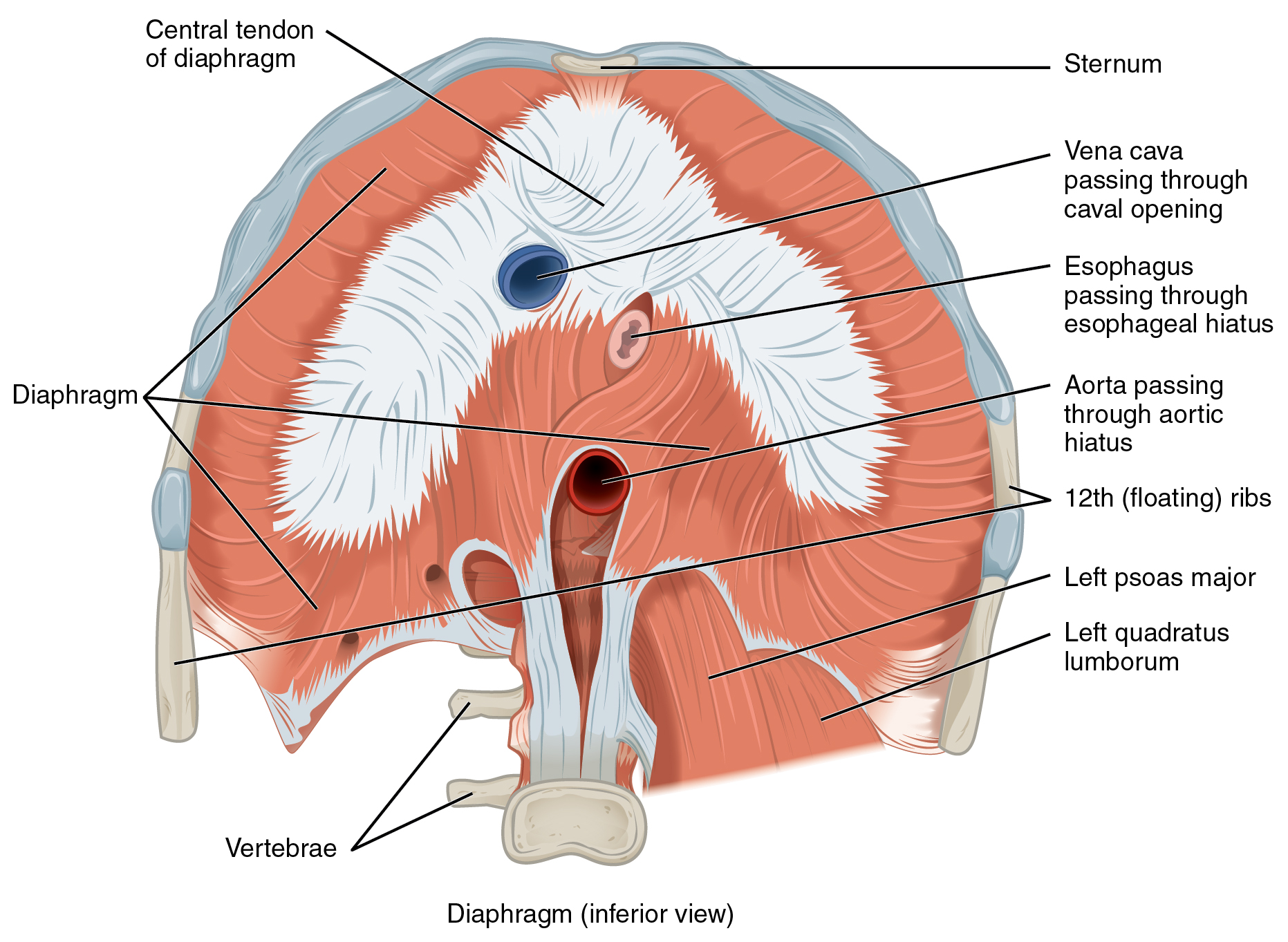
横隔膜の断面図

大動脈裂孔（だいどうみゃくれっこう、Aortic hiatus）は、横隔膜に開いている孔の1つである。厳密に言えば、それは横隔膜の開口ではなく、それと脊柱との間の腹側開口、したがって横隔膜の後ろにある（横隔膜収縮が大動脈または大動脈の供給に直接影響しないことを意味する）。
第12胸椎の椎体前面に位置し、下行大動脈・動脈周囲交感神経叢(大内臓神経、小内臓神経など)・奇静脈・胸管などが通る。